# Ignacije Macanović

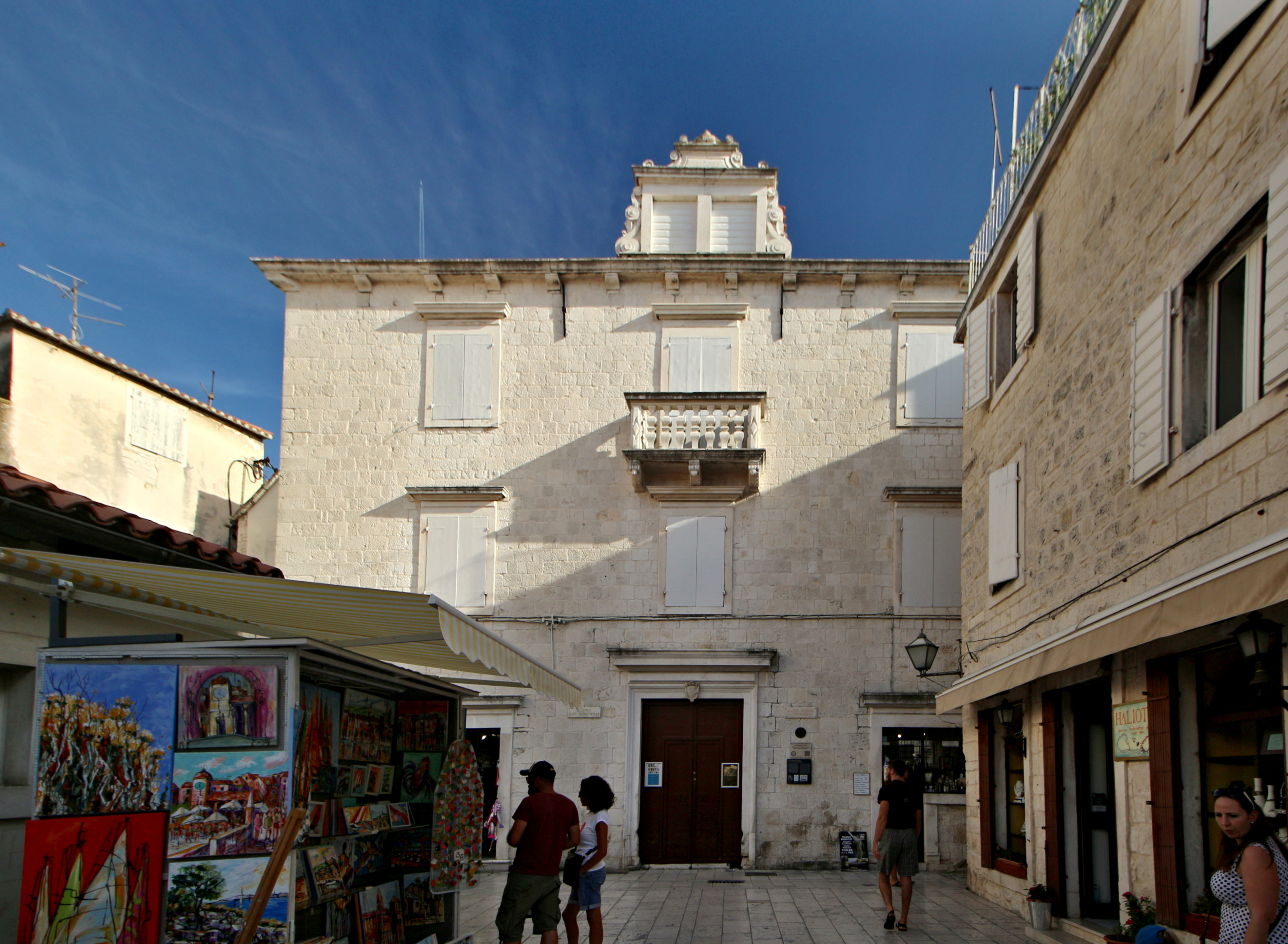
Palác Garagnin-Fanfogna v Trogiru

Ignacije Macanović (29. ledna 1727, Trogir – 7. října 1807 tamtéž) byl chorvatský architekt a stavitel.
Mezi jeho stavby palác Garagnin-Fanfogna v Trogiru, padací most mezi trogirským starým městě a ostrovem Čiovo. Provedl také barokní úpravy kostel Panny Marie Karmelské (Gospe Karmelske) ve vsi Nerežišća na ostrově Brač. Původně gotický kostel ze 13. století s renesanční přístavbou z 15. a 16. století, přestavěl v letech 1726–1750 do dnešní barokní podoby.